# Raión de Sarata
El Raión de Sarata (ucraniano: Саратський район) es un distrito del óblast de Odesa en el sur de Ucrania. Su centro administrativo es la ciudad de Sarata.

## Localidades
- Blahodatne

- Constantinovka

- Dolynka

- Faraonivka
- Furativka

- Kam'yanka
- Komyshivka Persha
- Kryva Balka
- Kulevcha

- Luhove

- Minyaylivka
- Mirnopillya
- Moldove